# Lernaeenicus encrasicoli
Lernaeenicus encrasicoli är en kräftdjursart som först beskrevs av Turton 1807.  Lernaeenicus encrasicoli ingår i släktet Lernaeenicus och familjen Pennellidae. Arten är reproducerande i Sverige. Inga underarter finns listade i Catalogue of Life.